# Pedro Felipe de Oliveira Santos
Pedro Felipe de Oliveira Santos (Teresina, 21 de julho de 1987) é um bacharel em direito formado pela Universidade de Brasília, mestre por Harvard, professor de direito constitucional, magistrado e ex-defensor público brasileiro, que ganhou notoriedade por ser o juiz federal mais novo do Brasil ao assumir o cargo com 25 anos de idade, no Tribunal Regional Federal da 1ª Região, em 2013.
Em 2020, assumiu o cargo de secretário-geral do Supremo Tribunal Federal, a convite do ministro Luiz Fux.
Atualmente está cursando o doutorado pela Universidade de Oxford, e é um dos 18 desembargadores federais do Tribunal Regional Federal da 6.ª Região.